# ロード・タイム
『ロード・タイム』 (Road Time) は、秋吉敏子＝ルー・タバキンビッグバンドのアルバムである。

## 収録曲
全て穐吉敏子の編曲。イェット・アナザー・ティアのみルー・タバキンの作曲で、他は穐吉敏子の作曲である。
1. チューニング・アップ (Tuning Up) - 16分48秒
2. ウォーニング (Warning: Success May Be Hazardous to Your Health) - 7分33秒
3. ヘンペックト・オールド・マン (Henpecked Old Man)  - 22分54秒
4. ソリロキー (Soliloquy)  - 8分37秒
5. 孤軍  - 10分40秒
6. シンス・ペリー／イェット・アナザー・ティア (Since Perry / Yet Another Tear)  - 13分46秒
7. ロード・タイム・シャッフル (Road Time Shuffle)  - 6分34秒

## 演奏メンバー
- ボビー・シュー (Bobby Shew)  - トランペット
- スティーヴン・ハフステッター (Steven Huffsteter)  - トランペット
- マイク・プライス (Mike Price)  - トランペット
- リチャード・クーパー (Richard Cooper)  - トランペット
- ジム・ソウヤー (Jim Sawyer) - トロンボーン
- ビル・ライケンバック (Bill Reichenbach)  - トロンボーン
- ジミー・ネパー (Jimmy Knepper)  - トロンボーン
- フィル・ティール (Phil Teele)  - バストロンボーン
- ディック・スペンサー (Dick Spencer)  - アルトサックス
- ゲイリー・フォスター (Gary Foster)  - アルトサックス
- ルー・タバキン (Lew Tabackin)  - テナーサックス、フルート
- トム・ピーターソン (Tom Peterson)  - テナーサックス
- ビル・バーン (Bill Byrne)  - バリトンサックス
- ピーター・ドナルド (Peter Donald)  - ドラム
- ドン・ボールドウィン (Don Baldwin)  - ベース
- 穐吉敏子 - ピアノ

- 堅田喜三久 - 小鼓 (孤軍)
- 矢崎豊 - 大鼓 (孤軍)